# Merline Johnson
Merline Johnson (geboren als Merline Baker, * ca. 1912 oder 1918; † unbekannt) war eine US-amerikanische Blues-Sängerin, die in den 1930er- und 1940er-Jahren als The Yas Yas Girl bekannt war.

## Leben und Wirken
Merline Johnson war eine Tante von LaVern Baker und wuchs in Carrington im Callaway County (Missouri) auf. Erste Aufnahmen entstanden 1937, wobei sie von Eddie Miller (Piano) begleitet wurde („Make Me a Pallet On the Floor“ und „I'm Leaving You“). Zu ihren bekanntesten Songs gehörten „I'll Try to Forget“, der nach dem Zweiten Weltkrieg von Piano Red als „Goodbye“ gecovert wurde, „Good Old Easy Street“ und „Sold It To The Devil“. Insgesamt nahm Johnson bis 1941 u. a. für Vocalion und Conqueror Records über neunzig Songs auf, meist Juke Joint Songs wie „Don't You Make Me High“, „I'd Rather Be Drunk“ und „Love With a Feeling“. Bei ihren Aufnahmen wurde sie u. a. von Blues- und Jazz-Musikern wie Big Bill Broonzy, Lonnie Johnson, Josh Altheimer, Fred Williams, Blind John Davis, Buster Bennett und Punch Miller begleitet. Ihre letzten Plattenaufnahmen entstanden 1947, blieben aber zunächst unveröffentlicht.

## Diskographische Hinweise
- The Yas Yas Girl (1937-1947) (Document)